# Cotoneaster submultiflorus
Cotoneaster submultiflorus là loài thực vật có hoa trong họ Hoa hồng. Loài này được Popov mô tả khoa học đầu tiên năm 1935.